# Super Paper Mario
Super Paper Mario (スーパーペーパーマリオ, Sūpā Pēpā Mario) és un videojoc per a la videoconsola Wii de Nintendo protagonitzat per Mario i els seus amics. En principi el joc anava a ser llançat per a la consola GameCube, però després va passar a ser un joc exclusiu per al Wii. El joc segueix l'estil dels jocs Paper Mario per Nintendo 64 i Paper Mario: The Thousand-Year Door per GameCube. No obstant el nou títol se centra menys en els aspectes RPG i més en les plataformes. El joc combina jugabilitat típica de les plataformes 2D amb la llibertat que aporten els gràfics 3D. Super Paper Mario va sortir a la venda al Japó el 19 d'abril del 2007, i a Amèrica el 9 d'abril del 2007. A Europa va sortir el 14 de setembre del 2007 i a Austràlia la sortida a la venda va ser el dia 20 del mateix mes.